# إيغا شفيونتيك
إيغا شفيونتيك (من مواليد 31 مايو 2001) لاعبة تنس من بولندا فازت بأربعة عشر لقباً 5 منها من البطولات الكبرى، وحصلت على المركز الأول في تصنيف السيدات منذ 4 أبريل 2022،وفي أولمبياد باريس 2024 حصلت على الميدالية البرونزية في منافسات فردي التنس للسيدات.

## روابط خارجية
- إيغا شفيونتيك على موقع رابطة محترفات التنس (الإنجليزية)
- إيغا شفيونتيك على موقع الاتحاد الدولي لكرة المضرب (الإنجليزية)
- إيغا شفيونتيك على موقع كأس بيلي جين كينغ (الإنجليزية)
- إيغا شفيونتيك على موقع بطولة ويمبلدون (الإنجليزية)
- إيغا شفيونتيك على موقع خلاصة التنس.كوم (الإنجليزية)
- إيغا شفيونتيك على موقع إي إس بي إن.كوم (الإنجليزية)
- إيغا شفيونتيك على موقع اللجنة الأولمبية الدولية (الإنجليزية)
- إيغا شفيونتيك على موقع أوليمبيديا (الإنجليزية)